# 건전지

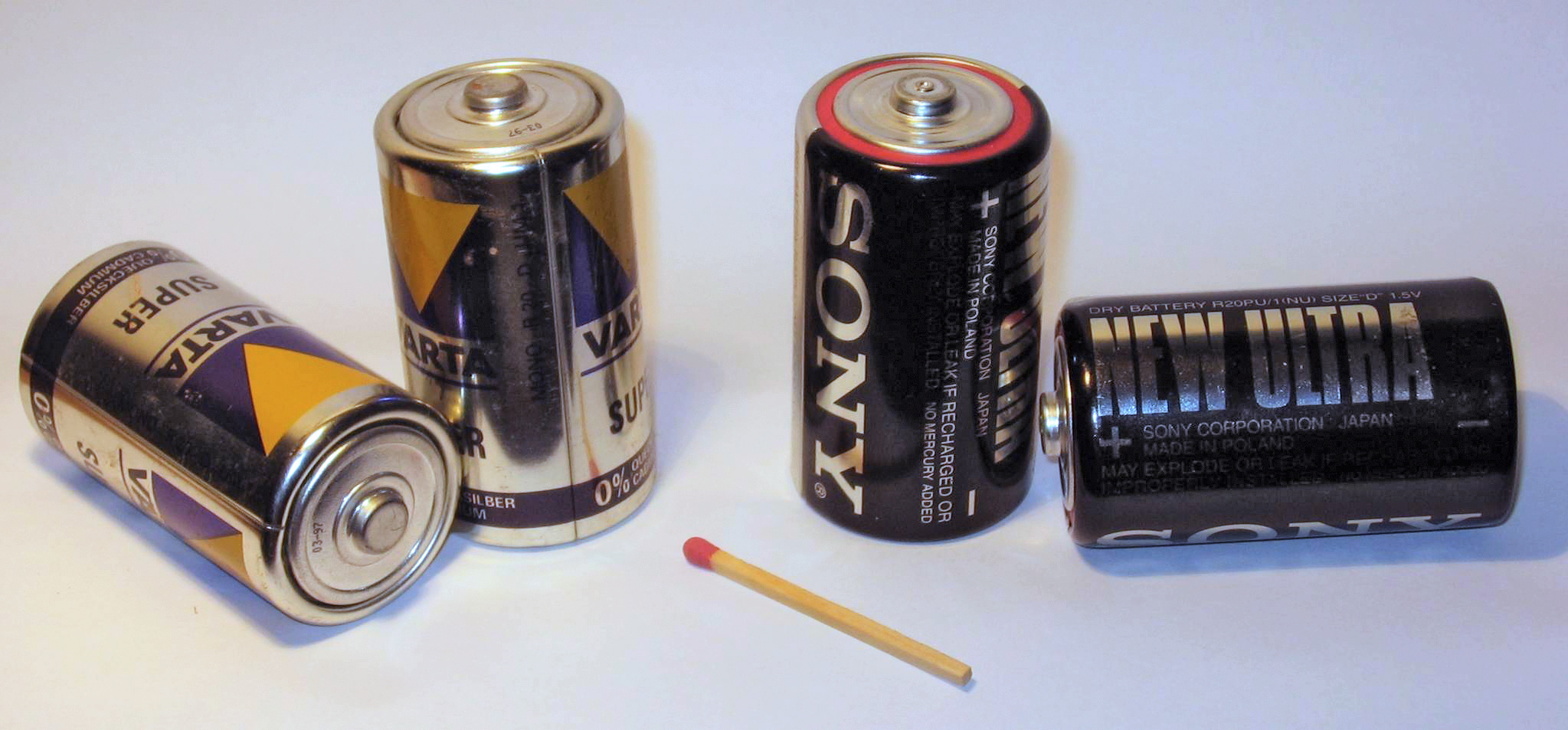
건전지

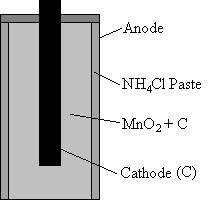
건전지의 단면.

건전지(乾電池, dry cell)는 "마른 전지"라는 뜻으로, 전해질을 수분이 거의 없는 상태로 둔 1차 전지(전기 화학 전지)이다. 이와는 반대로 습전지(젖은전지)는 거의 대부분의 차량에서 찾을 수 있는 연축전지와 같이 액체 상태의 전해질이 들어 있는 전지를 말한다.
건전지는 실제로 습기에서 완전히 해방된 것이 아니며 동작을 위해 약간의 수분은 함유하고 있어야 한다.
일반적인 건전지는 망간 건전지(망간건전지, zinc-carbon battery)로, Leclanché cell라 부르기도 하며 1.5 볼트 정도 전압을 내는 알칼리 전지와 전압이 같다. (둘 다 아연-이산화 망간 합성을 똑같이 사용하고 있으므로)
대한민국에서는 벡셀과 알이배터리(옛 로케트전기, 2020년 크린랲에 인수)가 주요 건전지 생산업체다.

## 종류

### 일반 건전지
- AAAA형 건전지[1]
- AAA형 건전지
- AA형 건전지
- C형 건전지
- D형 건전지
- 9V 건전지
- 6V 건전지
- PP3 건전지

### 수은 전지
보통의 수은전지는 3볼트다.

## 역사
19세기 후반의 이탈리아 물리학자 알렉산드로 볼타가 배터리를 개발하여 한 쌍의 전극 (한쪽은 아연, 다른 한쪽은 구리)을 위치시켜 오늘날의 건전지에서 여전히 사용하고 있는 원리를 개발하였다. 이후 1866년, 프랑스 공학자 조르주 르클랑셰가 문제점을 개선하고  독일인 카를 가스너(Carl Gassner)가 기존의 전해질 용액을 사용하는 전지가 아닌 오늘날과 같이 이산화망간을 양극으로 삼고 아연을 음극으로 삼고 전해액으로 염화암모늄을 석고와 섞어 풀을 만들어 아연 원통에 채우는 방식으로 개량한 전지의 특허를 독일과 미국에서 냈으며 이후 대량생산에 들어갔으며 1887년 일본에서 탄소봉을 이용한 현대식 건전지가 만들어진다
1963년 10월 21일 우리나라 기술진에 의해 제작된 건전지 플랜트가 방글라데시로 첫 수출되었다.
1981년 1월 5일 호남전기공업이 수은 전지를 개발하였다.
1983년 5월 7일 건전지의 품질과 폐기에 문제가 많다는 설이 제기되었다.

## 다 쓴 전지
- 다 쓴 전지는 분리수거해야 한다.
- 3~4cm에서 여러번 떨어트려보면 다 쓴 전지인지 아닌지 판단할 수 있다. 넘어지면 다 쓴것이고, 서면 다 안 쓴 것이다.

## 같이 보기
- 전지
- 벡셀
- 듀라셀
- 에너자이저